# 西蒙·李里
西蒙·李里（1959年1月1日—）是一位英国天文学家，毕业于剑桥大学和爱丁堡大学，瑞士苏黎世联邦理工学院教授，2014年當選英国皇家學會會士，2017年获赫歇爾獎章。